# Aleksander Maliszewski (muzyk)
Aleksander Maliszewski (ur. 11 kwietnia 1952 w Poznaniu) – polski kompozytor, aranżer, dyrygent, puzonista i pianista. Założyciel i dyrygent orkiestry Alex Band.
Studiował w Państwowej Wyższej Szkole Muzycznej w Poznaniu w klasie puzonu. Grał w zespołach akompaniujących solistom Estrady Poznańskiej, następnie w zespole Jerzego Miliana.

## Życiorys
Muzyką zainteresował się w wieku sześciu lat na obozie wakacyjnym w Dusznikach-Zdroju, na którym miał swój pierwszy kontakt z fortepianem. Po powrocie do Poznania, za namową kadry kolonijnej, rodzice Maliszewskiego posłali go do szkoły muzycznej. Po siedmiu latach podstawowej szkoły muzycznej kontynuował naukę w klasie puzonu w Liceum Muzycznym w Poznaniu, ale nie zrezygnował z gry na fortepianie. Po ukończeniu liceum studiował na Wydziale Instrumentalnym Poznańskiej Wyższej Szkoły Muzycznej.
17 stycznia 1975 został jednym z laureatów VI Ogólnopolskiej Giełdy Piosenek w Lublinie. Jury, któremu przewodniczył szef Naczelnej Redakcji Rozrywki TV Zbigniew Adriański, przyznało główną nagrodę utworowi „Zimowy pejzaż z kwiatami”, do której Maliszewski skomponował muzykę. W tym samym roku wraz z Waldemarem Świergielem zajął ex aequo drugie miejsce na Ogólnopolskim Konkursie Młodych Puzonistów w Pabianicach. Wówczas był studentem trzeciego roku Poznańskiej Wyższej Szkoły Muzycznej, uczniem profesora Czajki. Wtedy już też komponował utwory, m.in. dla Urszuli Sipińskiej (np. „Malowane czasy” i „Fortepian”).
W 1975 utwór „Nigdy w piątek” skomponowany przez Maliszewskiego został zakwalifikowany do festiwalu piosenki World Popular Song Festiwal w Tokio.
Granie muzyki rozrywkowej na przełomie lat 60. do końca lat 80. XX wieku kojarzone było przez wielu z rewolucją seksualną, która wówczas ogarnęła Amerykę. Czas zakazów i nakazów Maliszewski wspomina tak:

Pierwszym moim zespołem było trio jazzowe „Jump”, które założyłem jeszcze w liceum. Na perkusji grał Jan Mazurek, a na gitarze basowej i kontrabasie Jacek Nowak (moi koledzy z klasy), ja grałem na fortepianie. Taką ciekawostką było to, że jako zespół zakwalifikowaliśmy się do konkursu festiwalu „Jazz nad Odrą”, który corocznie odbywał się we Wrocławiu. Jednak jak dyrekcja naszego Liceum dowiedziała się o tym, zabroniono nam wyjazdu na ten festiwal. Prosiliśmy o zgodę dyrektora kilkakrotnie, jednak on postanowił, że jeśli w tych dniach, w których odbywa się festiwal, nie będzie nas w szkole, to nas z niej wyrzuci. No i cóż, na festiwal nie pojechaliśmy, ale jazzu grać nie przestaliśmy, dając bardzo wiele koncertów w klubach studenckich „Od Nowa” czy „Piekłoraj”. Mogę się pochwalić tym, że jako zespół „Jump” dokonaliśmy w studio nagrań Polskiego Radia przy ul. Berwińskiego w Poznaniu, pierwszych nagrań „stereofonicznych”, co było wtedy wielkim sukcesem i zaszczytem.

Grywał w orkiestrach muzyki rozrywkowej, m.in. w zespole Jerzego Miliana, z którym koncentrował po kraju, akompaniując Urszuli Sipińskiej czy Andrzejowi Dąbrowskiemu. Grał również w zespole Krzysztofa Sadowskiego, który jeździł po kraju z koncertami wraz ze Zdzisławą Sośnicką.
Następnym zrealizowanym pomysłem był zespół muzyki rozrywkowej Ergo Band, którego Maliszewski stał się współtwórcą. Działalność i największa świetność Ergo Bandu przypada na rok 1975. Zespół czerpał wzorce z zespołów zagranicznych, takich jak Earth, Wind & Fire czy Blood, Sweat & Tears. Muzyka grupy była bliska temu, co w amerykańskiej muzyce określa się brzmieniem filadelfijskim, a jej brzmienie było oparte na muzyce funk ocieplonej przez smyczkowe aranżacje i wysokie partie wokalne. Te doświadczenia muzyczne poprzedziły powstanie Alex Bandu.
W 1976 podjął starania w kierunku utworzenia orkiestry przy Poznańskim Ośrodku Radia i Telewizji. Kierownictwo nad nią powierzono Zbigniewowi Górnemu, co Maliszewski nazwał ciosem, który uczy pokory i motywuje do dalszego działania. Następnie objął stanowisko konsultanta muzycznego Poznańskiej Estrady, której później został kierownikiem. Jego głównym zadaniem było dbanie o poziom artystyczny imprez organizowanych przez Estradę Poznańską, jak i koordynacja pracy nad Studiem Sztuki Estradowej, w której młodzi adepci zdobywali wiedzę z zakresu emisji głosu, solfeżu, harmonii i wizerunku scenicznego. Działał tam m.in. chór Vist pod kierunkiem Macieja Szymańskiego, z którego pochodzili rozpoczynający swoją karierę Małgorzata Ostrowska, Wanda Kwietniewska i Grzegorz Stróżniak. Dla potrzeb koncertów Krzysztofa Krawczyka Maliszewski zorganizował 10-osobowy zespół muzyczny, z którym koncertował podczas 5-tygodniowego tournée w Stanach Zjednoczonych dla Polonii amerykańskiej.
W marcu 1979 dyrektor Poznańskiej Estrady Stanisław Nowotny zaproponował Maliszewskiemu utworzenie autorskiej orkiestry – dał mu dwa miesiące na założenie zespołu, znalezienie muzyków i przygotowanie koncertu z okazji Poznańskiej Wiosny Estradowej. Były to koncerty estradowe prezentowane przez wszystkie państwa bloku wschodniego na terenach poznańskich hal targowych. W pierwszej części koncertu wystąpił Alex Band, natomiast drugą część wypełnił wokalny zespół Vox, dla którego to był również debiut estradowy. Występ zapoczątkował działania własnej, autorskiej orkiestry Maliszewskiego – Alex Band, która składała się z 20 muzyków. W momencie powstania zespołu muzyk stał się dyrygentem, samodzielnie uczył się fachu i nie miał przy tym konkretnych wzorców do naśladowania, toteż stworzył własny styl dyrygowania.
Alex Band szybko zyskał popularność i dostawał propozycje z kraju i zagranicy. Maliszewski został zaangażowany do funkcji kierownika muzycznego na festiwalach w Opolu i Sopocie. Oprócz akompaniamentów orkiestra realizowała nagrania studyjne z piosenkarzami. O muzyce, którą grał Alex Band mówiło się najczęściej, że jest to elektroniczny rock-jazz, ale również rock, afro-jazz, funky z elementami latynoamerykańskimi, wsparty najlepszą „blachą” w Polsce.

## Nagrody muzyczne
W latach 1975–1985 Aleksander Maliszewski nagrał ponad 100 utworów instrumentalnych. Były one umieszczone m.in. na pięciu płytach długogrających. Uznany został w plebiscycie Studia Gama aranżerem roku 1979. W tym samym roku otrzymał nagrodę pisma Non Stop za całokształt działalności artystycznej i za osiągnięcia w dziedzinie współczesnej muzyki rozrywkowej w kompozycji i aranżacjach. Prowadzony przez niego Alex Band był pierwszy w kategorii big-bandu w roku 1983 i 1985 w ankietach Jazz Forum.

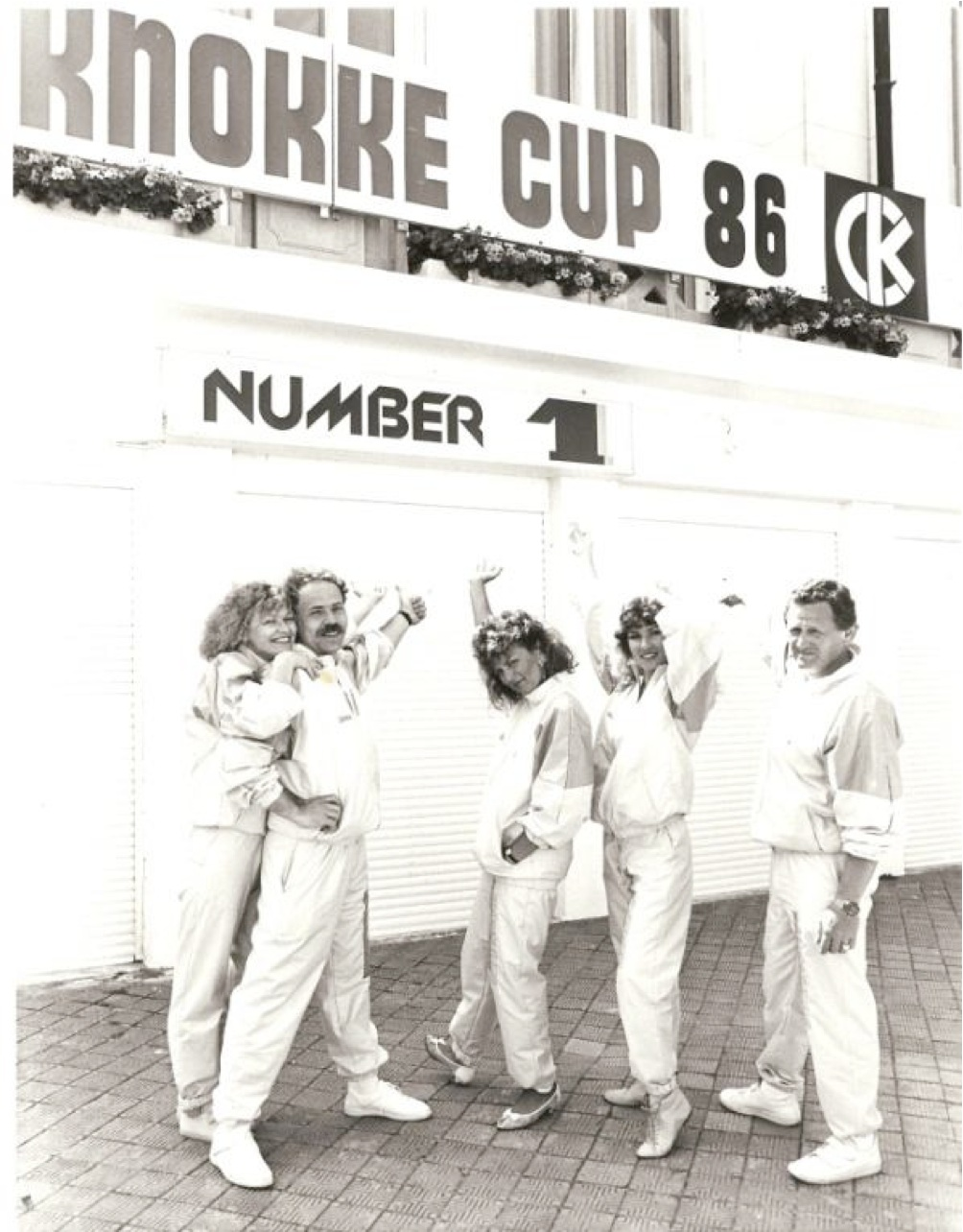
Festiwal Knokke Cup, Belgia, 1986

W roku 1986 Aleksander Maliszewski został laureatem Nagrody Artystycznej Młodych im. Stanisława Wyspiańskiego, ustanowionej przez Radę Ministrów. Była to nagroda I stopnia w kategorii estrady, za osiągnięcia w dziedzinie kompozycji i dyrygentury. Nagroda, jak sam podkreślał, nie była tylko i wyłącznie jego zasługą – była efektem pracy wspólnej i udział w niej mieli wszyscy muzycy z orkiestry.
Lata 80. dla orkiestry były już związane z częstymi wyjazdami poza granice Polski, m.in. do Szwajcarii dla uświetnienia obchodów 2-tysięcznego jubileuszu Zurichu. Podczas pobytu w Szwajcarii orkiestra otrzymała zaproszenia m.in. do udziału w programach galowych podczas karnawału. Oprócz propozycji wyjazdów zagranicznych posypały się również nagrody w różnych częściach Europy. Maliszewski dyrygował belgijską orkiestrą na Festiwalu Knokke Cup, gdzie wystąpiły Hanna Banaszak, Edyta Geppert, Beata Kozidrak. Zespół zajął 4. miejsce, a w koncercie Euro Top Banaszak wygrała konkurs. Od 1974 roku w Poznaniu przyznawało się medale wyróżniającym się młodym twórcom poznańskiego środowiska – jednym z laureatów został Maliszewski.
Jego oryginalne kompozycje i aranżacje nagradzane były na wielu festiwalach krajowych i zagranicznych; m.in. „Nigdy w piątek” – zakwalifikowana do finału festiwalu Yamaha, „Pogrążona we śnie Natalia” i „Twarze” – nagrodzone na Krajowym Festiwalu Piosenki w Opolu, „Blue Box” – Grand Prix Międzynarodowego Festiwalu Piosenki w Sopocie.

## Działalność Alex Bandu

### Nagrania
Nagrań studyjnych w całym dorobku muzycznym Alex Bandu, jak i Aleksandra Maliszewskiego jako kompozytora, jest trzynaście.
W niewielkim odstępie czasowym pojawiły się dwie płyty Alex Bandu: „Zderzenie myśli” i „The Eccentric”. Krytycy muzyczni często podkreślali, że na przykładzie tych krążków da się zauważyć wymowny przykład ewolucji w orkiestrze. Nagrań dokonano w okresie październik – listopad 1979 roku (płyta „Zderzenie myśli”) oraz w czasie listopad-maj 1980 roku („The Eccentric”). Pierwsza płyta jest bliższa ostremu funky. Pojawiło się na niej coraz więcej brzmień eufonicznych, stonowanych, które nie odbiegają od muzycznych standardów światowych. Zostały tutaj mocno podkreślone instrumenty dęte, które stanowiły pewien rodzaj elektroniki.
Udział w nagraniu płyty „Zderzenie myśli” wzięli:
- Jan Mazurek (instrumenty perkusyjne)
- Jacek Nowak (gitara basowa)
- Paweł Serafiński, Krzysztof Szachnowski, Marek Walarowski (keyboards)
- Andrzej Tylec (perkusja)
- Wiesław Wilczkiewicz (gitara)
- Andrzej Diering, Roman Dubiel (trąbka)
- Marian Napieralski (trąbka, flugelhorn, flet)
- Leszek Paszko, Waldemar Świergiel (puzon)
- Piotr Pikielny (saksofon altowy, klarnet)
- Włodzimierz Wiński (saksofon tenorowy)
- Aleksander Maliszewski (lider)

Na płycie znalazło się osiem kompozycji: Hello Herbie, Zderzenie myśli, Łzy miłości, Ajoka, Czarna bestia, Borel Fish, Serce jesieni, W kluczu basowym.
„The Eccentric” współtworzyli: Włodzimierz Wiński, Marian Napieralski, Waldemar Świergiel, Paweł Serafiński, Leszek Paszko, Jacek Nowak. Akustyka obydwu płyt jest dziełem Andrzeja Poniatowskiego. Zespół był chwalony m.in. za „smaczki improwizatorskie” i „wyrafinowane funkcje harmoniczne”.
Skład muzyczny drugiej płyty to: Andrzej Diering, Roman Dubiel i Ryszard Marchewa (tp), Marian Napieralski (tp, flugelhorn) Jerzy Mucha i Włodzimierz Wiński (ts), Piotr Piekielny (as,el), Leszek Paszko i Waldemar Świergiel (tb), Sławomir Korczyński i Jacek Nowak (gb), Jan Mazurek i Krzysztof Przybyłowicz (dr, percc.), Paweł Serafiński, Krzysztof Szachowski, Marek Walarowski (keyboards), Wiesław Wilczkiewicz (g), Aleksander Maliszewski (lider). Na tej płycie pojawiło się 6 nowych utworów: Alone in Manhattan, Morning Screw, A drop of bitterness, Spanish tears, The sea sun, An eys for an eye.
Eksperymentem nagraniowym był pomysł przygotowania programu sylwestrowego tzw. setką. Po raz pierwszy w poznańskim studio orkiestra nagrywała w całości. Jest to zdecydowanie trudniejsze niż przygotowywanie materiału muzycznego partiami. To zadanie ambitne, ale efekt zdecydowanie lepszy, ponieważ można utrzymać żywszą muzykę i w pełni wspólny dźwięk. W tamtym okresie tak pracowały szanujące się orkiestry na świecie. Zapis nagrania został wyemitowany w sylwestrową noc roku 1987, kiedy muzycy zagrali światowe przeboje, a w drugiej części wystąpili: Zdzisława Sośnicka, Krystyna Giżowska, Halina Frąckowiak, Zbigniew Wodecki, Krzysztof Krawczyk.

### Koncerty
Międzynarodowy Festiwal w Sopocie gościł Aleksandra Maliszewskiego kilkakrotnie. Koncerty z jego udziałem odbywały się w latach: 1984, 1985, 1986, 1987 i 1988, a po 5 latach przerwy pojawił się ponownie w roku 1995 i uczestniczył w tej imprezie jeszcze przez następne 4 lata. W większości z tych lat był kierownikiem muzycznym festiwalu, orkiestra towarzyszyła zarówno uczestnikom konkursów Grand Prix i o Bursztynowego Słowika, jak i pojawiającym się gwiazdom z kraju i świata. Do obowiązków kierownika muzycznego należało przesłuchanie taśm utworów zgłoszonych na konkurs, przygotowanie całego materiału, jak i kontakt z wykonawcami. Natomiast debiut Aleksandra Maliszewskiego na Międzynarodowym Festiwalu w Sopocie nastąpił dużo wcześniej, bo już w roku 1977, kiedy to grał na keyboardzie w orkiestrze Zbigniewa Górnego.
Podczas debiutu jako dyrygenta na festiwalu sopockim w 1984 r. oprócz Alex Bandu pojawiła się również orkiestra Jerzego Miliana. Do chwili pojawienia się Aleksandra Maliszewskiego w Operze Leśnej zwykle na festiwal zapraszane były dwie orkiestry, ze względu na ogrom pracy – chodziło o przygotowanie około 100 piosenek. Wymagało to od muzyków ciężkiej pracy, wielogodzinnych prób i przygotowań. Aleksander Maliszewski podjął się zorganizowania tego festiwalu muzycznego sam ze swoją orkiestrą. Bywały lata, że z okazji festiwalu zespół liczył nawet i do 50 osób – większy skład sekcji dętej oraz sekcja smyczkowa. Po Sopocie 1985 roku tak wspominany jest Alex Band: Piosenkarzom usta nie zamykają się od komplementów, że mają do czynienia z muzykami na tak profesjonalnym poziomie.
Po sopockim festiwalu w roku 1985, kiedy główną nagrodę zdobyła szwedzka grupa Herrey’s, Aleksander Maliszewski wraz z orkiestrą towarzyszył im podczas tournée po Polsce. Oprócz oprawy muzycznej w Sopocie Maliszewski wraz z orkiestrą pojawiał się na festiwalach w Opolu, Monte Carlo, Dreźnie, Karlshamn (rok 1988 i lata 2000–2008).
Z okazji 20-lecia działalności Alex Bandu odbył się koncert w Auli Uniwersyteckiej w Poznaniu, podczas którego zaśpiewała większość współpracujących z muzykiem artystów. Pojawili się Ryszard Rynkowski, Andrzej Piaseczny, Beata Kozidrak, Grzegorz Markowski, Zbigniew Wodecki, Eleni, Zdzisława Sośnicka, Marek Gasztecki, duet skrzypcowy Space Violin, Zindy oraz chór „Polskie Słowiki”. Jubilat dobierając gości na ten koncert skupiał się na jednym, głównym argumencie, aby na scenie pojawili się muzycy różnych pokoleń, gatunków, osobowości. Alex Band nie był wyłącznie zespołem towarzyszącym piosenkarzom, np. uwerturę rozpoczynającą koncert zagrał Maliszewski przy organach.

## Kompozytor, twórca piosenek oraz muzyki instrumentalnej
Na festiwalu w Opolu w roku 1978 Aleksander Maliszewski zdobył Grand Prix premier za utwór Pogrążona we śnie Natalia w wykonaniu Krzysztofa Krawczyka oraz III nagrodę za piosenkę Zwierciadło czasu zaśpiewaną przez Grażynę Łobaszewską. Na Międzynarodowym Festiwalu Piosenki Sopot 1984 otrzymał Grand Prix za Blue Box w wykonaniu Krystyny Giżowskiej. II nagrodę otrzymał za kompozycję Mamy po 20 lat w wykonaniu Haliny Benedyk na festiwalu opolskim w roku 1987. Była to także Piosenka Roku w plebiscycie Polskiego Radia.
Znaczące były również przeboje jakie zostały wylansowane przez Polskie Radio wylansowało następujące przeboje: Za tobą pójdę jak na bal – Krzysztof Krawczyk, Z wielkiej nieśmiałości – Bogusław Mec, Samba bez butów – Hanna Banaszak, Mój człowiek – Edyta Geppert, Smutek pustych plaż – Grażyna Łobaszewska.
Aleksander Maliszewski w bardzo małym stopniu daje się poznać swojej publiczności jako autor piosenek; jak sam potwierdza i podkreśla, jego piosenki są trudne muzycznie i jest ich niewiele. Jest kompozytorem wielu utworów instrumentalnych, do których między innymi należą: Milcząca dziewczyna, Bieg z puzonem, Pokusa, Sentymentalna, Poślizg, Straight on, Poczułem bluesa, Salon gier, Jestem. Doskonale w latach 70. rozwijała się sprzedaż muzyki instrumentalnej rozprowadzanej przez Agencję Autorską. Płyty z muzyką Aleksandra Maliszewskiego pojawiły się obok takich nazwisk jak: J. Milian, A. Minkacz, J. Malinowski, L. Bogdanowicz, T. Klimondy, P. Kałużny. Jest autorem kompozycji – muzyki do spektakli teatralnych: Staroświecka komedia i Śnieg.
Utwór Pokusa znalazł się w 2008 roku na ścieżce dźwiękowej do gry Grand Theft Auto IV jako część audycji radia FusionFM. W tym samym roku napisał muzykę do filmu biograficznego o Stefanie Norblinie. Film dostał pierwszą nagrodę na światowym festiwalu filmów dokumentalnych w Nowym Jorku.
W jego dorobku jest około 250 utworów i piosenek nagranych na potrzeby polskiego radia i telewizji.

## Aranżer
Pierwsze aranżacje Aleksander Maliszewskie pisał pod okiem Jerzego Miliana i robił to dla jego orkiestry. Działo się to jeszcze podczas studiów na Akademii Muzycznej. Natomiast uznanie wśród krytyków i środowiska muzycznego za aranżacje pojawiło się bardzo szybko, bo już podczas działalności grupy Ergo Band. W roku 1975 zespół towarzyszył Urszuli Sipińskiej podczas festiwalu w Sopocie. O jego utworach pisano, że są „pełne ekspresji, znakomicie zaaranżowane i nowocześnie brzmiące”. Orkiestra Aleksandra Maliszewskiego dzięki jego autorskim aranżacjom miała swoje niepowtarzalne brzmienie. Wypracował rozpoznawalne dźwięki. Aranżacje od zawsze była mocną stroną muzyka, dbał i dba o nie wyjątkowo.
Jako aranżer Aleksander Maliszewski współpracował ze Zdzisławą Sośnicką przy płycie „Realia”. Piosenkarka wierzyła, że pomimo trudnych warunków nagraniowych, nagrywania w okrojonym składzie muzycznym, bez instrumentów smyczkowych i dętych, będzie to dobry materiał muzyczny. Tak też się stało.
Twórca Alex Bandu nie zamyka się wyłącznie na muzykę rozrywkową, pisząc aranże. W 1992 podjął się udziału w koncercie zorganizowanym przez Filharmonię w Poznaniu. Mozart, Czajkowski, Beethoven, Grieg, Sibelius, Haydn, Gershwin zabrzmieli we współczesnej big-bandowej aranżacji.
Zupełnie innym doświadczeniem była płyta „Dajmy dzieciom uśmiech” z roku 1997 nagrywana z Haliną Benedyk. Autorska muzyka nagrana była na instrumentach elektronicznych we własnym studiu.
Dużo aranżacji powstawało na potrzeby festiwali, w których Aleksander Maliszewski brał udział. Aranże pisał m.in. dla takich artystów jak: Zbigniew Wodecki, Ryszard Rynkowski, Andrzej Piaseczny, Monika Brodka, Ewelina Flinta, Łukasz Zagrobelny, Ewa Bem, Patrycja Markowska, Grzegorz Markowski, Hanna Banaszak, Stachursky, Irena Santor, Halina Kunicka, zespół Vox, Krystyna Giżowska, Krzysztof Krawczyk, Halina Benedyk, Grażyna Łobaszewska, Piotr Schulz, Wojciech Skowroński, Space Violin, Beata Kozidrak, Maciej Miecznikowski, Marco Antonelli, Eleni.

## Piosenki
- A Ciebie lubię ot tak (słowa: Jacek Cygan, wyk. Zdzisława Sośnicka)
- Blue box (słowa: Janusz Kondratowicz, wyk. Krystyna Giżowska)
- Dla przegranego w pięknym stylu (słowa: Wojciech Młynarski, wyk. Maryla Rodowicz)
- Dzień za dniem (słowa: Andrzej Kosmala, wyk. Krzysztof Krawczyk)
- Jaka jestem dziś (słowa: Jacek Korczakowski, wyk. Krystyna Giżowska)
- Jakbym była sadem Twym (słowa: Agnieszka Osiecka, wyk. Urszula Sipińska)
- Malowane czasy (słowa: Agnieszka Osiecka, wyk. Urszula Sipińska)
- Mamy po 20 lat (słowa Tomasz Kordeusz, wyk. Halina Benedyk)
- Moja broń serdeczna (słowa: Wojciech Młynarski, wyk. Danuta Błażejczyk)
- Może dobrze życie znam (słowa: Andrzej Sobczak, wyk. Halina Frąckowiak)
- Mój człowiek (słowa: Wojciech Młynarski, wyk. Edyta Geppert)
- Mój koncert (słowa: Jacek Cygan, wyk. Halina Benedyk)
- Muzyka z Twoich płyt (słowa: Andrzej Kosmala, wyk. Wojciech Skowroński)
- Nabrałam słońca w dłonie (słowa: Wojciech Młynarski, wyk. Halina Benedyk)
- Nie można żyć bez światła (słowa: Tomasz Kordeusz, wyk. Eleni)
- Nigdy w piątek (słowa: Lech Konopiński)
- Nuda zjada nas (słowa: Magdalena Wojtaszewska-Zajfert, wyk. Grażyna Łobaszewska i Piotr Schulz)
- Poczułem bluesa (słowa: Andrzej Sobczak, wyk. Wojciech Skowroński)
- Pogrążona w śnie – Natalia (słowa: Jonasz Kofta, wyk. Krzysztof Krawczyk)
- Samba bez butów (słowa: Magda Czapińska, wyk. Hanna Banaszak)
- Są noce białe jak bzy (słowa: Wojciech Młynarski, wyk. Halina Benedyk)
- Sceny z życia artystek (słowa: Jacek Cygan, wyk. Zdzisława Sośnicka)
- Smutek pustych plaż (słowa: Jonasz Kofta, wyk. Grażyna Łobaszewska)
- To jest po prostu rock and roll (słowa: Adam Jarek, wyk. Krzysztof Krawczyk)
- Z wielkiej nieśmiałości (słowa: Wojciech Młynarski, wyk. Bogusław Mec)
- Za Tobą pójdę jak na bal (słowa: Adam Jarek, wyk. Krzysztof Krawczyk)

## Dyskografia
Płyty w porządku chronologicznym:
|     | Tytuł płyty                                     | Agencja artystyczna   |
| --- | ----------------------------------------------- | --------------------- |
| 1.  | VOX                                             | Tonpress              |
| 2.  | Krzysztof Krawczyk: Jak minął dzień             | Pronit                |
| 3.  | Alex Band: Zderzenia myśli                      | Tonpress              |
| 4.  | Alex Band: Eccentric                            | Helikon               |
| 5.  | Alex Band: Straight On                          | Muza                  |
| 6.  | Alex Band i przyjaciele                         | Wifon                 |
| 7.  | Alex Band: Hits of the World                    | Muza                  |
| 8.  | Alex Band: Hits of the World, vol.2             | Muza                  |
| 9.  | Halina: Tańcz dla mnie                          | Ariston               |
| 10. | Michał Bajor: Live                              | Muza                  |
| 11. | Zbigniew Wodecki: Dusze kobiet                  | Muza                  |
| 12. | Halina: Mój Koncert                             | Muza                  |
| 13. | Halina Benedyk: Dajmy dzieciom uśmiech          | Koch International    |
| 14. | Alex Band: Światowe przeboje                    | Koch International    |
| 15. | Alex Band Gold                                  | Koch International    |
| 16. | Space Violin                                    | Alex Music Production |
| 17. | Piosenki Aleksandra Maliszewskiego              | Alex Music Production |
| 18. | Mr. Mix Instrumental Music 1                    | Alex Music Production |
| 19. | Mr. Mix Instrumental Music 2 with Alex Big Band | Alex Music Production |
| 20. | Halina Benedyk & Marco Antonelli: Frontiera     | MTJ                   |